# Susann Pásztorová
Susann Pásztorová (nepřechýleně Susann Pásztor; * 1957) je německá spisovatelka.

## Život a dílo
Je dcerou maďarského otce a německé matky. Studovala umění a pedagogiku. Posléze pracovala jako ilustrátorka, či překladatelka. Susann Pásztorová žije v Berlíně.
V českém překladu se objevila na českém trhu v roce 2013 její románová prvotina, a to Báječný lhář (orig. 'Ein fabelhafter Lügner: Roman', 2010) v překladu Lenky Šedové.